# Ad-Dalha
Ad-Dalha – miejscowość w Syrii, w muhafazie Ar-Rakka, w dystrykcie Ar-Rakka. W 2004 roku liczyła 1544 mieszkańców.